# Sid McGinnis
Pour les articles homonymes, voir McGinnis.
Sid McGinnis, né le 6 octobre 1949, est un guitariste américain.

## Biographie
Originaire de Pittsburgh, Sid McGinnis rejoint en 1984 le World's Most Dangerous Band de Paul Schaffer, groupe attitré des émissions de David Letterman Late Night (sur NBC) puis Late Show (sur CBS). Pour sa première apparition, il n'est que le guitariste invité de la semaine, mais il devient un membre permanent du groupe de Schaffer (rebaptisé CBS Orchestra lors du changement de chaîne de Letterman) jusqu'en 2015, lorsque Letterman prend sa retraite.
McGinnis s'est également produit avec de nombreux artistes, sur disque ou sur scène, parmi lesquels David Bowie (Never Let Me Down), Laurie Anderson, Cher, Leonard Cohen (Various Positions), Dire Straits (Making Movies), Robert Fripp (Exposure), Peter Gabriel (Scratch), Barry Manilow, Carly Simon, Paul Simon (Hearts and Bones) ou Warren Zevon.

## Discographie partielle
- 1975 : Barry Manilow by Barry Manilow
- 1978 : Peter Gabriel II by Peter Gabriel
- 1979 : Exposure by Robert Fripp
- 1979 : Entre Nous by Diane Tell
- 1979 : Bottom Line by John Mayall
- 1980 : Sacred Songs by Daryl Hall
- 1980 : Red Cab To Manhattan by Stephen Bishop
- 1980 : Rock 'N' Rye by Mike Cross
- 1980 : Come Upstairs by Carly Simon
- 1980 : Suzanne Fellini by Suzanne Fellini
- 1981 : Street Angel by Ron Dante
- 1985 : Lost In The Stars The Music Of Kurt Weill by Various Artists
- 1985 : Crazy From The Heat by David Lee Roth
- 1987 : Never Let Me Down  by David Bowie
- 1989 : Coast To Coast by Paul Shaffer
- 1990 : On The Air by Peter Gabriel
- 1992 : Revisited by Peter Gabriel
- 2002 : Anthology by Carly Simon
- 2003 : Then And Now by Peter Gabriel
- 2007 : The Essential Paul Simon by Paul Simon